# TT138
| M29 | M · Y1 | g · r |

| M29 | M · Y1 | g · r |

TT138 (Theban Tomb 138) è la sigla che identifica una delle Tombe dei Nobili ubicate nell’area della cosiddetta Necropoli Tebana, sulla sponda occidentale del Nilo dinanzi alla città di Luxor, in Egitto. Destinata a sepolture di nobili e funzionari connessi alle case regnanti, specie del Nuovo Regno, l'area venne sfruttata, come necropoli, fin dall'Antico Regno e, successivamente, sino al periodo Saitico (con la XXVI dinastia) e Tolemaico.

## Titolare
TT138 era la tomba di:
| Titolare  | Titolo                                                          | Necropoli           | Dinastia/Periodo         | Note                                                                           |
| --------- | --------------------------------------------------------------- | ------------------- | ------------------------ | ------------------------------------------------------------------------------ |
| Nedjemger | Supervisore del giardino del Ramesseum nei possedimenti di Amon | Sheikh Abd el-Qurna | XIX dinastia (Ramses II) | nella pianura; a nor del recinto del Ramesseum; non lontano dalle coltivazioni |

## Biografia
Unica notizia biografica ricavabile dai dipinti, il nome della moglie: Nesha.

## La tomba
L'accesso alla tomba si apre in un cortile in cui si trova anche quello alla TT259. Planimetricamente, la TT138 si presenta con la forma a "T" rovesciata tipica delle sepolture del periodo. Un corridoio dà accesso ad una sala trasversale sulle cui pareti sono visibili, in tre registri sovrapposti (1-2-3 in planimetria), brani tratti dal Libro delle Porte, scene della processione funeraria con due barche, il sarcofago trainato, prefiche, portatori di cibi e preti che officiano dinanzi alla mummia e una prefica che presenta il defunto alla propria piramide, il giardino del Ramesseum con il pilone del tempio e shaduf. Su altra parete (4) il defunto e la famiglia in offertorio al re e ad Horus (?), segue (5) una scena con il defunto e la moglie seduti dinanzi a tre dee e (6) il defunto e la famiglia dinanzi a Osiride e a tre dee.
Un breve corridoio, sulle cui pareti (7-8) sono riportati testi sacri ed è rappresentato il defunto e la famiglia dinanzi a Osiride, Iside, Nephtys e Anubi, immette in una cappella in cui, su due registri (9), il defunto e la moglie in presenza della confessione negativa e scena di psicostasia con Thot che annota l'esito della pesatura del cuore mentre Horus e Harsiesi presentano il defunto a Osiride. Poco discosto (10) l'Ogdoade dinanzi a Osiride e alla Maat alata.

### Annotazioni
1. ↑  La numerazione dei locali e delle pareti segue quella di Porter e Moss 1927, p. 251.
2. ↑  La prima numerazione delle tombe, dalla numero 1 alla 253, risale al 1913 con l’edizione del "Topographical Catalogue of the Private Tombs of Thebes" di Alan Gardiner e Arthur Weigall. Le tombe erano numerate in ordine di scoperta e non geografico; ugualmente in ordine cronologico di scoperta sono le tombe dalla 253 in poi.
3. ↑  I campi della Duat, ovvero l'aldilà egizio, si trovavano, secondo le credenze, proprio sulla riva occidentale del grande fiume.
4. ↑  Nella sua epoca di utilizzo, l'area era nota come "Quella di fronte al suo Signore" (con riferimento alla riva orientale, dove si trovavano le strutture dei Palazzi di residenza dei re e i templi dei principali dei) o, più semplicemente, "Occidente di Tebe".
5. ↑  le Tombe dei Nobili, benché raggruppate in un'unica area, sono di fatto distribuite su più necropoli distinte.
6. ↑  Le note, sovente di inquadramento topografico della tomba, sono tratte dal "Topographical Catalogue" di Gardiner e Weigall, ed. 1913 e fanno perciò riferimento alla situazione dell'epoca.

### Fonti
1. 1 2  Porter e Moss 1927,  p. 251.
2. ↑  Gardiner e Weigall 1913.
3. ↑  Donadoni 1999,  p. 115.
4. ↑  Gardiner e Weigall 1913, p. 28.
5. ↑  Gardiner e Weigall 1913, pp. 28-29.
6. ↑  Porter e Moss 1927,  pp. 251-252.